# Грци у Византији
Грци у Византији су били источни Римљани православне вјероиповијести који су говорили грчки језик током касне антике и средњег вијека. Чинили су главни дио становништва Византије (Источно римско царство), тачније Константинопоља и Мале Азије (данашња Турска), грчких острва, Кипра и дијелова јужног Балкана, а образовали су и бројне мањине, тј. плуралности, у приморским урбаним срединама Леванта и сјеверног Египта. Током своје историје, византијски Грци су се идентификовали као Римљани (грч. Ῥωμαῖοι), али их саврмена историографија назива „византијским Грцима”. Говорници латинског језика су их идентификовали једноставно као Грке или са изразом Ромеји.
Друштвену структуру византијских Грка првенствено је подржавала сеоска, аграрна основа коју су чинили сељаци и мањи дио сиромашних. Сељаци су живјели у три врсте насеља: село, засеок и имање. Многи грађански немири који су се десили у Византији приписани су политичким фракцијама унутар земље, а не овој великој друштвеној основи. Војници међу византијским Грцима су у почетку били регрутовани међу руралним становништвом и обучавани на годишњем нивоу. Од 11. вијека у византијској војсци било је све више професионалних војника или плаћеника.
Све до 13. вијека, образовање међу грчком становништво Византије било је напредније него на Западу, посебно на нивоу основног образовања, што је довело до релативно високе стопе писмености. Грчки трговци су били успјешни и били су веома поштовани у међународној трговини. Упркос изазовима које су постављали супарнички италијански трговци, ипак су се одржали током друге половине постојања Византије. Свештенство је заузимало посебан положај, не само што је имало виши степен слободе од свештенства на Западу, него је имало и патријарха у Константинопољу који је парирао католичком папи. Овај положај је постепено грађен, јер је на самом почетку Византије, под царем Константином Великим (владао 306—337), само око 10% становништво било хришћанско.
Употреба грчког језика већ је била распрострањена у источним дијеловима Римског царства када је Константин премјестио пријестоницу у Константинопољ, иако је језик царске администрације био латински. Од владавине цара Ираклије (влада 610—641), грчки је био преовлађујући језик међу становништвом, а замијенио је и латински у администрацији. У почетку, Византија је имала мултиетнички карактер, али након муслиманског освајања провинције у којима није било грчког говорног становништва у 7. вијеку, земљом су доминирали византијски Грци, који су насељавали простор данашњег Кипра, Грчке, Турске и Сицилије, као и дијелове јужне Бугарске, Крима и Албаније. Временом су се односи између њих и Запада, нарочито са латинском Европом, погоршали.
Односи су додатно нарушени расколом између католичког Запада и православног Истока, који је довео до тога да су византијски Грци на Западу означени као јеретици. Током касног периода Византије, а посебно након крунисања краља Франака Карла Великог (владао 768—814) за цара у Руму 800. године, западни Европљани нису сматрали Византинце насљедницима Римског царства, већ као дио источног грчког краљевства.
Римски идентитет је опстао све до пада Константинопоља и саме Византије 1453. године, али и касније. Османлије су користиле ознаку „Рум” („римски”) за османске Грке и израз „Рум милет” („римски народ”) за цјелокупно православно становништво. Идентитет су његовали и османски Грци и османски владари, који се све више претварао у етнички идентитет, обиљежен грчким језиком и православним хришћанством, што је била претеча савременог грчког етничког идентитета. Римски идентитет међу Грцима почео је да се губи у вријеме Грчке револуције, када је више фактора увидјело да ће га замијенити име „Хелен”, имајући у виду претходно оживљавање као самоидентификације у 13. вијеку па надаље међу никејском елитом и интелектуалним круговима Георгија Плетона и Јована Аргиропула, који су заметнули то смјеме. Данашњи Грци још увијек повремено користе, поред израза „Грци” и „Хелени”, византијски израз „Ромеји” за самоименовање, као и израз „римски” за означавање савременог грчког језика.

## Терминологија
Током већег дијела средњег вијека, византијски Грци су се идентификовали као „Римљани” (грч. Ῥωμαῖοι, што значи грађани Римског царства), израз који је на грчком језику постао синоним за хришћанске Грке. Латинизовани израз „Грци” (грч. Γραικοί) био је такође у употреби, иако је његова употреба била мање уобичајена и непостојећа у званичним византијским препискама, прије Четвртог крсташког рата 1204. године. Иако се овај латински израз за старе Хелене могао користити неутрално, употреба међу Западњацима од 9. вијека па надаље како би оспорили византијске претензије на старо римско насљеђе учинила га је погрдним егзонимом за Византинце који су га једва користили, углавном у контексту који се односи на Запад, као што су текстови везани за Фирентински сабор, да би представили западњачки став. Антички назив Хелени био је синоним за „пагане” у популарној употреби, али је поново оживио као етноним у средњевизантијском периоду (11. вијек).
Док је на Западу израз „Римљанин” добио ново значење везано за Католичку цркву и римског бискупа, грчки облик ријечи остао је везан за Грке из Источног римског царства. Израз „византијски Грци” је егзоним који су примјењивали историчари као што је Хијероним Волф; „Византијски” грађани су на свом језику и даље себе називају Ромаји (Римљани). Упркос промјени терминологије на Западу, источни сусједи Византије, као што су Арапи, наставили су да називају Византинце „Римљанима”, као нпр. у 30. сури Курана (Ел Рум).[Куран 30:2–5] Ознаку „Римљанин” (Рум милет, „римски народ”) такође су користили каснији противници Византинаца Османлије, а турски еквивалент (тур.  — „Римљани”) и даље користи званична Турска за означавање грчких православаца (тур. Rumlar) у Истанбулу, као и за Цариградску патријаршију (тур. Rum Ortodoks Patrikhanesi — „Римска православна патријаршија”).
Међу словенском популацијом југоисточне Европе, као што су Бугари и Срби, назив Ромаји (Римљани) на њиховим језицима се најчешће преводи као Грци. Неки словенски текстови током раног средњег вијека такође су користили изразе Римљани или Ромеји. У средњовјековним бугарским изворима византијски цареви су навођени као „цареви Грка”, а Византија је била позната као „Царство Грка”. Оба владара Епирске деспотовине и Никејског царства такође су били „грчки цареви који су владали грчким народом”.
Једнако тако, међу Нордијцима као што су Исланђани, Варјази (Викинзи) и други скандинавски народи, Ромаји су били познати као Grikkr (Грци). Постоје различити рунски натписи који су остали у Норвешкој, Шведској, па чак и у Атини, а које су начинили путници и припадници Варјашке гарде, попут грчког рунског камења и Пирејског лава, на којима се налазе изрази Grikkland (Грчка) и Grikkr и који се односе на њихове подухвате у Византији и међусобни утицај.

## Друштво
Док друштвена покретљивост није била непознаница у Византији, друштвени поредак се сматрао трајнијим, при чему је просјечни човјек као архетип Небеском суду видио царски двор у Константинопољу. То друштво је укључивало различите класе људи које нису биле ни искључиве ни непромјенљиве. Најкарактеристичнији су били сиротиња, сељаци, војници, учитељи, предузетници и свештенство.

### Сиромашни
Према спису из 533. године н. е., човјек је био „сиромашан” ако није имао 50 златника (ауреуса), што је била скромна, али не и занемарљива сума. Византинци су били наслиједили грчки концепт доброчинства за добробит полиса; хришћански концепти потврђени у Библији ипак су били ти који су подстакли њихову навику доброчинства, а посебно примјери Василија из Цезареје, Григорија Ниског и Јована Златоустог. Број сиромашних је осцилирао током постојања Византије, али они су били покретачка снага за грађевинске пројекте и руралне радове. Њихов број се очигледно повећао крајем 4. и почетком 5. вијека, јер су напади Варвара и жеље да се избјегне опорезивање гурнули рурално становништво у урбане центре.
Од Хомеровог доба постојало је неколико категорија сиромаштва: „пасивно сиромашни” (πτωχός), који су били нижег статус од „активно сиромашних” (πένης). Чинили су већину злогласне цариградске руље, која је имала функцију сличну оној као римска руља. Међутим, иако постоје случајеви немира који се приписују сиромашнима, већина грађанских немира се може приписати различитим фракцијама Хиподрома, као што су Зелени и Плави. Сиромашни су чинили значајан проценат становништва, а утицали су на хришћанско друштво Византије које је створило велику мрежу болница (ιατρεία) и домова за сиромашне, а религијски и друштвени модел умногоме је оправдан постојањем сиромашних и настао је из хришћанског преображаја друштва класичне антике.

### Сељаци
Византија и њено друштво ослањали су се на хеленистички систем заједничке пореске обавезе због брзог и једноставног прихода за државу из различитих мањих градова и села, чије су становништво углавном чинили сељаци, који су били главни извор прихода. Не постоје поуздани подаци о броју сељака, али се широко претпоставља да је огромна већина византијских Грка живјела у руралним и аграрним областима. У Тактикону цара Лава VI Мудрог (владао 886—912), двије професије дефинисане као окосница привреде државе су сељаци (γεωργική „земљорадници”) и војници (στρατιωτική).
Сељаци су углавном живјели у селима, чији се назив полако мијењао из класичног κώμη у савремено χωριό. Иако су пољопривреда и сточарство били доминантна занимања сељана, ипак нису била једина. Постоје подаци за град Лампсак, смјештен на источној обали Хелеспонта, у којем је од укупно 173 домаћинства 113 сврстано као сељачка, а 60 као урбана, што указује на друге врсте помоћних дјелатности.
Трактат о опорезивању, сачуван у Библиотеци Марчијана у Венецији, разликује три типа руралних насеља: село (χωρίον), засеок (αγρίδιον) и имање (προάστειον). Према приказу села Афетос из 14. вијека, које је поклоњено манастиру Хиландар, просјечна величина посједа је била само око 3,5 модија (0,08 ха). Порези на које је рурално становништво било обавезно укључивали су порез на огњиште (καπνικόν), готовинско плаћање (συνονή) често повезано са порезом на огњиште, порез на пашњаке (εννόμιον) и додатни намет („из ваздуха” — αέρικον) који је зависио од насељености мјеста и кретао се између 4 и 20 златника годишње.
Њихова исхрана се састојала углавном од житарица и пасуља, а у рибарским заједницама риба је обично била замјена за месо. Хљеб, вино и маслине биле су важне намирнице у исхрани, док су војници у походима јели дупло печен и сушен хљеб зван паксимадион (παξιμάδιον). У антици као и данашње вријеме, најчешће култивације у хорафији (χωράφια) били су маслињаци и виногради. Док је Лијутпранд Кремонски, посјетилац из Италије, сматрао да је грчко вино иритантно јер је често било ароматизовано смолом (рецина), већина других западњака се дивила грчким винима, а нарочито је познато критско.
Док су и лов и риболов били уобичајени, сељаци су углавном ловили да би заштитили своја стада и усјеве. Пчеларство било је развијено у Византији подједнако и као у старој Грчкој. Осим пољопривреде, сељаци су се бавили и занатима, фискалним инвентарима у којима се помињу ковачи (χαλκεύς), кројачи (ράπτης) и обућари (τζαγγάριος).

### Војници
Током миленијума постојања Византије, једва да је прошла година без војног похода. Војници су били нормалан дио свакодневног живота, много више него у савременим западним државама. Иако је тешко направити разлику између римских и византијских војника са организационог аспекта, лакше је то учинити у смислу њиховог друштвеног профила. Војни приручници познати као Тактикон наставили су хеленистичку и римску традицију и садржали су обиље података о изгледу, обичајима, навикама и животу војника.
Као и сељаци, многи војници су обављали помоћне послове, попут болничара и техничара. Одабир на војну дужност је био годишњи са годишњим позивима, а велике залихе су биле уложене на војне вјежбе, током зимских мјесеци, које су чиниле велики дио живота војника.
Све до 11. вијека већина војних обвезника је била из руралних средина, док је регрутација занатлија и трговаца још увијек отворено питање. Од тада је професионално регрутовање замијенило војну обавезу, а сва већа употреба плаћеника у војсци била је погубна за буџет. Од 10. вијека па надаље постојали су закони који су повезивали власништво над земљом и војну службу. Док држава никада није додјељивала земљу за обавезну војну службу, војници су могли и користили су своју плату за куповину земљишних посједа, а порези би у неким случајевима били смањени или укинути. Оно што је држава додјељивала војницима, од 12. вијека па надаље, били су приходи од пореза са неких посједа званих пронија (πρόνοιαι). Као и у антици, основна храна војника остао је сушени запечени хљеб, иако му је име промијењено из букелатон (βουκελάτον) у паксимадион.

### Наставници
Византијско образовање је настало као производ старогрчке образовне традиције која се протеже до 5. вијека п. н. е. Обухватало је трипартитни систем образовања које се, формирано током хеленистичке ере, одржавало, уз неизбјежне промјене, све до пада Цариграда. Фазе образовања биле су основна школа, гдје су били ученици од шест до десет година, средња школа, гдје су ученици били од десет до шеснаест година, и високо образовање.